# Musée national de Gongju
Le musée national de Gongju  est un musée situé à Gongju, en Corée du Sud. Il possède 10 000 pièces dont 19 trésors nationaux. Il contient surtout des objets provenant de Daejeon et du  Chungnam, et en particulier de la tombe du roi Muryeong (462-523), fouillée en 1971.
Il a été fondé par une association en 1939 pour présenter le royaume de Baekje dont Gongju a été une des capitales. Depuis 1946, c'est un musée national. Il a emménagé dans un nouveau bâtiment en 1973 puis de nouveau en 2004.
Avec plus de 550 000 visiteurs en 2010, il faisait partie des 100 musées d'art les plus visités au monde.

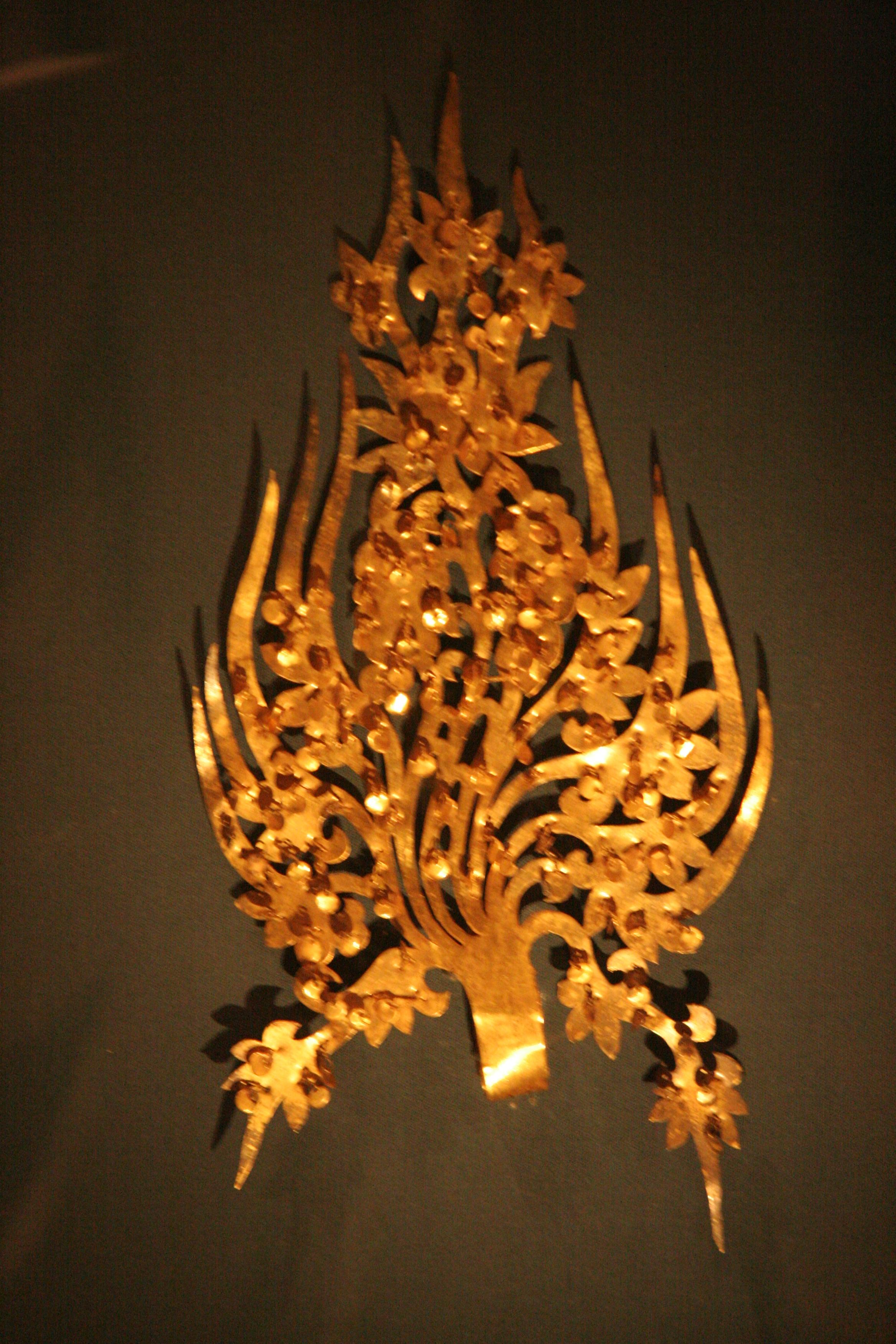
Le diadème de Muryeong
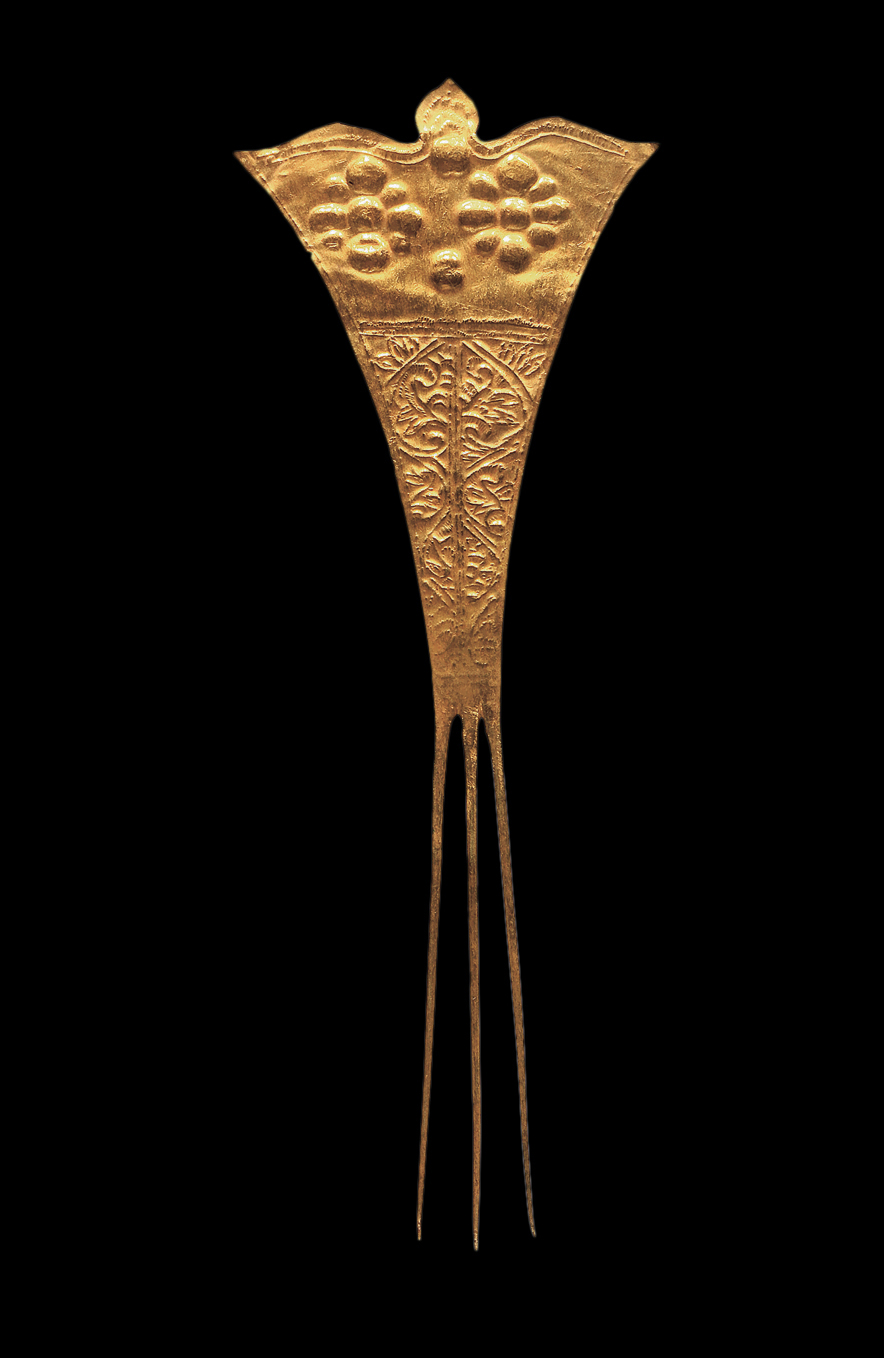
Épingle à cheveux en or de la tombe du roi Muryeong
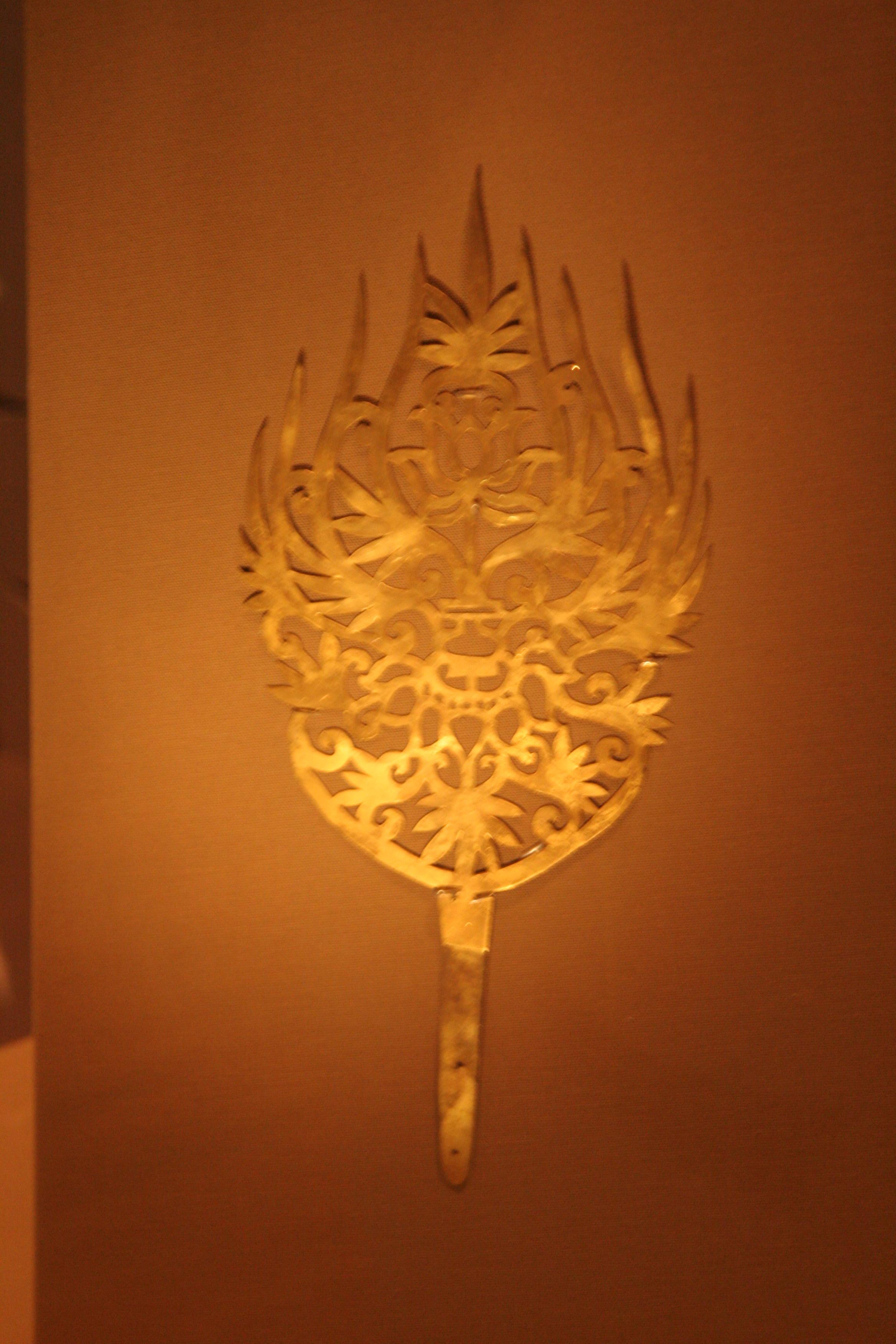
Le diadème de la reine
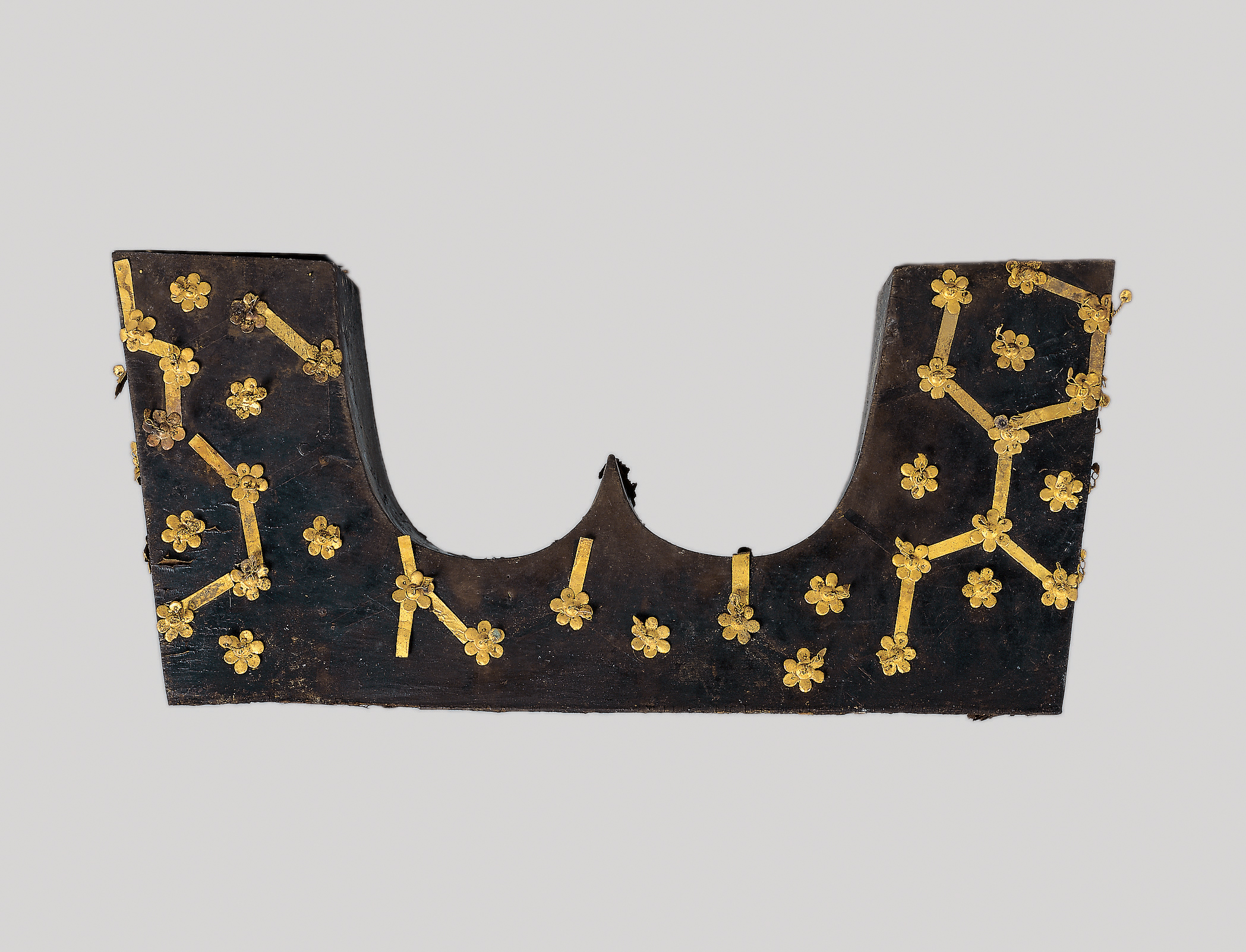
Repose-pied du roi Muryeong